# Воспитанникова, Надежда Ефремовна
Надежда Ефремовна Воспитанникова — советский хозяйственный деятель, Герой Социалистического Труда.

## Биография
Родилась в 1924 году в селе Селец. Член КПСС.
В 1941—1954 — разнорабочая, строитель свинцово-цинковой фабрики в Ташкентской области Узбекской ССР.
В 1954—1980 — флотатор обогатительной фабрики Алтын-Топканского свинцово-цинкового комбината Ташкентского совнархоза/Министерства цветной металлургии СССР.
Указом Президиума Верховного Совета СССР от 7 марта 1960 года присвоено звание Героя Социалистического Труда с вручением ордена Ленина и золотой медали «Серп и Молот».
Делегат XXIII съезда КПСС.
Умерла после 1980 года.

## Награды и звания
- Герой Социалистического Труда (07.03.1960)
- Орден Ленина (07.03.1960)